# Derby Braves
I Derby Braves sono una squadra di football americano, di Derby, in Inghilterra, fondata nel 1994.

## Dettaglio stagioni

### Amichevoli
| Stagione | Vin | Par | Per | Tot | PF | PS | avversaria                  |
| -------- | --- | --- | --- | --- | -- | -- | --------------------------- |
| 1994     | 0   | 0   | 1   | 1   | 6  | 28 | Gran Bretagna universitaria |
| Totale   | 0   | 0   | 1   | 1   | 6  | 28 |                             |

### Tornei nazionali

#### Campionato

##### Sapphire Series Division One
| Stagione | regular season | regular season | regular season | regular season | regular season | regular season | playoff | playoff | playoff | playoff | playoff | playoff                    | playoff                 |
|          | Vin            | Par            | Per            | Tot            | PF             | PS             | Vin     | Per     | Tot     | PF      | PS      | risultato                  | avversaria              |
| -------- | -------------- | -------------- | -------------- | -------------- | -------------- | -------------- | ------- | ------- | ------- | ------- | ------- | -------------------------- | ----------------------- |
| 2017     | 2              | 0              | 4              | 6              | 76             | 166            | 0       | 1       | 1       | 14      | 20      | Semifinale di consolazione | Edinburgh Wolves        |
| 2018     | 1              | 0              | 5              | 6              | 92             | 123            | 1       | 1       | 2       | 76      | 42      | Sesto posto                | Hertfordshire Tornadoes |
| 2018-19  | 1              | 0              | 5              | 6              | 43             | 174            | -       | -       | -       | -       | -       | -                          | -                       |
| Totale   | 4              | 0              | 14             | 18             | 211            | 463            | 1       | 2       | 3       | 90      | 62      |                            |                         |

Fonti: Enciclopedia del Football - A cura di Massimo Mezzetti

### Riepilogo fasi finali disputate
| Anno          | Luogo      | Evento                       | Fase del torneo            | Incontro                               | Risultato |
| 8 aprile 2017 | Leeds      | Sapphire Series Division One | Semifinale di consolazione | Edinburgh Wolves - Derby Braves        | 20 - 14   |
| 17 marzo 2018 | Manchester | Sapphire Series Division One | Finale 5º - 6º posto       | Derby Braves - Hertfordshire Tornadoes | 33 - 36   |